# Gabriel Byrne
Pour les articles homonymes, voir Byrne.
Gabriel Byrne est un acteur, écrivain, scénariste, réalisateur et producteur irlandais, né le 12 mai 1950 à Dublin.
Il a tenu au cinéma des rôles importants dans des films d'auteurs reconnus, comme les frères Coen (Miller's Crossing), Mike Newell (Le Cheval venu de la mer), Bryan Singer (Usual Suspects) ou encore David Cronenberg (Spider), ainsi que dans de grosses productions comme L'Homme au masque de fer. Il tient de 2008 à 2010 le premier rôle de la série américaine En analyse (In Treatment), en interprétant le psychothérapeute Paul Weston, pour lequel il remporte le Golden Globe du meilleur acteur dans une série télévisée dramatique en 2009.

## Biographie
Né le 12 mai 1950 à Dublin, Gabriel Byrne grandit à Rathmines, banlieue de Dublin, où il reçoit selon ses propres termes « une éducation du XIXe siècle » au milieu des vertes landes d'Irlande aux pas des chevaux. Il passe son enfance dans les cinémas de Dublin, et imite avec ses camarades les cow-boys (un rôle qui le lancera quasiment vingt ans plus tard dans The Riordians, série culte sur une famille de paysans en Irlande et dans Buffalo Girls) et les mafiosos (rôle qu'il interprétera avec panache dans Miller's Crossing, tout en décontraction et cynisme dans Mad Dogs, et classique dans Les Maîtres du jeu).
À 12 ans, il s'engage dans la prêtrise car « il y a beaucoup d'appelés mais peu d'élus » et s'exile pendant quatre années en Angleterre.
À 15 ans, il est renvoyé à Dublin pour avoir fumé dans un cimetière. Il abandonne ses études et se lance dans une série de petits boulots : coursier, cuisinier, barman, serveur, apprenti plombier, fait le ménage dans une morgue…
À 19 ans, il reprend ses études et étudie à l'University College of Dublin l'archéologie et la linguistique pendant quatre ans, part en Espagne où il sera professeur d'anglais dans l'armée espagnole et s'essaiera même à la tauromachie.
Après quelque temps passé en Espagne il rentre au pays où il sera professeur d'espagnol dans une école privée de jeunes filles.
Il traîne dans les théâtres de Dublin (dont le Focus Theatre), à la Radio Telefís Éireann (télévision irlandaise), enchaîne les petits rôles dans des spectacles expérimentaux.
La RTE lui offre un rôle dans The Riordans, série culte depuis une vingtaine d'années en Irlande. Après quelques mois la série s'arrête.
En 1981, il fait ses débuts au cinéma dans Excalibur de John Boorman. On l'aperçoit entre autres dans Hanna K., de Costa-Gavras et La Forteresse noire de Michael Mann. Il attendra 1986 avec Gothic de Ken Russell pour commencer à se faire un nom.
Mais c'est aux États-Unis qu'il va devenir un acteur reconnu avec des films comme Miller's Crossing des frères Coen, Nom de code : Nina de John Badham (remake de Nikita de Luc Besson), Usual Suspects, Stigmata, La Fin des temps (dans le premier il incarne un prêtre, dans l'autre Satan qui affronte Schwarzenegger à l'aube de l'an 2000) et dernièrement Assaut sur le central 13. En 1998, il incarne D’Artagnan dans L’homme au masque de fer.
Il ne joue pas que dans de grandes productions : on l'a remarqué chez David Cronenberg dans Spider, Ray Lawrence dans Jindabyne et Mike Newell dans Le Cheval venu de la mer, entre autres.
Entre 2008 et 2010, il tient le rôle principal de la série produite par la chaîne américaine HBO, En analyse, en interprétant le psychothérapeute Paul Weston. Ce qui lui vaudra deux nominations aux Emmy Awards en 2008 et 2009 et un Golden Globe en 2009.
En 2013, il joue aux côtés d'Emmanuelle Devos dans Le Temps de l'aventure de Jérôme Bonnell. Il est la même année à l'affiche de la série Vikings.
Entre 2019 et 2022, il joue dans la série franco-anglaise La Guerre des mondes aux côtés de Léa Drucker, Daisy Edgar-Jones, Ty Tennant, Natasha Little, Stéphane Caillard et Stephen Campbell Moore.

## Filmographie

### Cinéma

#### Longs métrages

##### Années 1970-1980
- 1979 : Mourir à Belfast de Tony Luraschi
- 1981 : Excalibur de John Boorman : Uther Pendragon
- 1983 : Hanna K. de Costa-Gavras : Joshua Herzog
- 1983 : La Forteresse noire (The Keep) de Michael Mann : Major Kaempffer
- 1984 : Reflections de Kevin Billington : William Masters
- 1985 : Au nom du royaume de David Drury : Nicholas "Nick" Mullen
- 1986 : Gothic de Ken Russell : Lord Byron
- 1987 : Cœur de lion (Lionheart) de Franklin J. Schaffner : Black Prince
- 1987 : Julia et Julia (Giulia e Giulia) de Peter Del Monte : Paolo Vinci
- 1987 : La Joyeuse Revenante (Hello Again) de Frank Perry : Kevin Scanlon
- 1987 : Siesta de Mary Lambert : Augustine
- 1988 : The Courier (en) de Frank Deasy et Joe Lee : Val
- 1988 : A Soldier's Tale de Larry Parr : Saul
- 1989 : Diamond Skulls de Nick Broomfield : Hugo

##### Années 1990
- 1990 : Miller's Crossing de Joel et Ethan Coen : Tom Reagan
- 1990 : Les Naufragés de l'île aux pirates (Haakon Haakonsen) de Nils Gaup : Lt John Merrick
- 1992 : Le Cheval venu de la mer (Into the West) de Mike Newell : Papa Reilly
- 1992 : Cool World de Ralph Bakshi : Jack Deebs
- 1993 : Nom de code : Nina (Point of No Return) de John Badham : Bob
- 1993 : Une femme dangereuse (A Dangerous Woman) de Stephen Gyllenhaal : Mackey
- 1994 : Le Prince de Jutland (Prince of Jutland) de Gabriel Axel : Fenge
- 1994 : Le Cadeau du ciel (A Simple Twist of Fate) de Gillies MacKinnon : John Newland
- 1994 : Trial by Jury de Heywood Gould : Daniel Graham
- 1994 : Les Quatre Filles du docteur March (Little Women) de Gillian Armstrong : Friedrich Bhaer
- 1995 : Dead Man de Jim Jarmusch : Charles Ludlow Dickinson
- 1995 : Usual Suspects (The Usual Suspects) de Bryan Singer : Dean Keaton
- 1995 : Frankie Starlight de Michael Lindsay-Hogg : Jack Kelly
- 1996 : Mad Dogs de Larry Bishop : Ben London
- 1996 : The Last of the High Kings de David Keating : Jack Griffin
- 1996 : Somebody Is Waiting de Martin Donovan : Roger Ellis
- 1997 : Smilla (Smilla's Sense of Snow) de Bille August : le mécanicien
- 1997 : The End of Violence de Wim Wenders : Ray Bering
- 1997 : This Is the Sea de Mary McGuckian : Rohan
- 1998 : Secrets, mensonges et ... mariage (Polish Wedding) de Theresa Connelly : Bolek
- 1998 : L'Homme au masque de fer (The Man in the Iron Mask) de Randall Wallace : Capitaine D'Artagnan
- 1998 : The Brylcreem Boys de Terence Ryan : Sean O'Brien
- 1998 : Excalibur, l'épée magique (Quest for Camelot) de Frederik Du Chau : Sir Lionel (voix)
- 1998 : Ennemi d'État (Enemy of the State) de Tony Scott : Fake Brill
- 1999 : Stigmata de Rupert Wainwright : Père Andrew Kiernan
- 1999 : La Fin des temps (End of Days) de Peter Hyams : l'homme / Satan

##### Années 2000
- 2000 : Canone inverso - Making Love de Ricky Tognazzi : le violoniste
- 2002 : La Chevauchée de Virginia (Virginia's Run) de Peter Markle : Ford Lofton
- 2002 : Spider de David Cronenberg : Bill Cleg
- 2002 : Emmett's Mark de Keith Snyder : Jack Marlow / Stephen Bracken
- 2002 : Le Vaisseau de l'angoisse (Ghost Ship) de Steve Beck : Capitaine Sean Murphy
- 2003 : Les Maîtres du jeu (Shade) de Damian Nieman : Charlie Miller
- 2004 : Vanity Fair de Mira Nair : le Marquis de Steyne
- 2004 : P.S. de Dylan Kidd : Peter Harrington
- 2004 : Le Pont du roi Saint-Louis de Mary McGuckian : Frère Juniper
- 2005 : Assaut sur le central 13 (Assault on Precinct 13) de Jean-François Richet : Marcus Duvall
- 2005 : Wah-Wah de Richard E. Grant : Harry Compton
- 2006 : Jindabyne de Ray Lawrence : Stewart Kane
- 2006 : Played de Sean Stanek : Eddie
- 2007 : Attaque sur Léningrad (Leningrad) d'Aleksandre Buravskiy : Phillip Parker
- 2007 : Emotional Arithmetic de Paolo Barzman : Christopher Lewis

##### Années 2010
- 2012 : I, Anna de Barnaby Southcombe : DCI Bernie Reid
- 2012 : Le Capital de Costa-Gavras : Dittmar Rigule
- 2013 : Le Temps de l'aventure de Jérôme Bonnell : Douglas
- 2013 : All Things to All Men de George Isaac : Joseph Corso
- 2014 : Vampire Academy de Mark Waters : Victor Dashkov
- 2015 : Personne n'attend la nuit (Nadie quiere la noche) d'Isabel Coixet : Bram Trevor
- 2015 : Back Home (Louder Than Bombs) de Joachim Trier : Gene Reed
- 2015 : Les 33 (The 33) de Patricia Riggen : Andre Sougarret
- 2016 : Carrie Pilby de Susan Johnson : M. Pilby
- 2016 : No Pay, Nudity de Lee Wilkof : Lawrence Rose
- 2017 : Mad to Be Normal de Robert Mullan : Jim
- 2017 : Lies We Tell de Mitu Misra : Donald
- 2018 : Hérédité (Hereditary) d'Ari Aster : Steve Graham
- 2018 : An L.A. Minute de Daniel Adams : Ted Gold
- 2018 : In the Cloud de Robert Scott Wildes : Dr Wolff

##### Années 2020
- 2020 : Lost Girls de Liz Garbus : commissaire Doman
- 2020 : Death of a Ladies' Man de Matt Bissonnette : Samuel O'Shea
- 2022 : Murder at Yellowstone City de Richard Gray : shérif Jim Ambrose
- 2022 : Lamborghini (Lamborghini: The Man Behind the Legend) de Robert Moresco : Enzo Ferrari
- 2023 : Dance First de James Marsh : Samuel Beckett
- 2025 : Four Letters of Love de Polly Steele : Muiris Gore
- 2025 : Ballerina de Len Wiseman : le chancelier

#### Courts métrages
- 1983 : The Rocking Horse Winner de Robert Bierman : Bassett

### Télévision

#### Séries télévisées
- 1978 - 1979 : The Riordans : Pat Barry
- 1980 - 1982 : Bracken : Pat Barry
- 1981 : Strangers : Johnny Maguire
- 1981 : The Search for Alexander the Great : Ptolémée
- 1983 : Wagner, série télévisée de Tony Palmer : Karl Ritter
- 1985 : Christophe Colomb (Cristoforo Colombo), mini-série de 4 épisodes d'Alberto Lattuada : Christophe Colomb
- 1985 : Mussolini : The Untold Story : Vittorio Mussolini
- 1994 : Screen Two : le bon voleur
- 1995 : Buffalo Girls : Teddy Blue
- 1997 : Glenroe : Pat Barry
- 2000 : Madigan de père en fils (Madigan Men) : Benjamin Madigan
- 2008 - 2010 : En analyse (In Treatment) : Dr Paul Weston
- 2012 : Secret State : Tom Dawkins
- 2013 : Vikings : Jarl Haraldson
- 2014 : Quirke : Quirke
- 2016 : Marco Polo : le pape Grégoire X
- 2018 : Maniac : Porter Milgrim
- 2019 - 2022 : La Guerre des mondes (War of the Worlds) : Bill Ward
- 2020 : ZeroZeroZero : Edward Lynwood

#### Téléfilm
- 1997 : Weapons of Mass Distraction de Stephen Surjik : Lionel Powers

### Producteur
- 1992 : Le Cheval venu de la mer (Into the West)
- 1993 : Au nom du père (In the Name of the Father)
- 1996 : The Lark in the Clear Air
- 1996 : Dr Hagard's Disease
- 1996 : Somebody Is Waiting
- 1998 : The Brylcreem Boys (en)
- 2000 : Mad About Mambo

### Scénariste
- 1996 : The Lark in the Clear Air
- 1996 : The Last of the High Kings (en)
- 1996 : Draiocht (TV)

### Réalisateur
- 1996 : The Lark in the Clear Air

## Distinctions

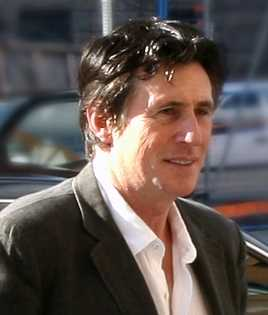
Gabriel Byrne au Festival international du film de Toronto en 2007.

### Récompenses
- Jacob’s Awards (en) 1979 : Meilleur acteur dans une série télévisée Bracken (en)
- Fantasporto 1987 : Meilleur acteur pour Gothic et Defence of the Realm
- National Board of Review 1995 : Meilleure distribution pour Usual Suspects
- Festival Cinequest de San Jose 1999 : Maverick Tribute Award
- Golden Globes 2009 : Meilleur acteur dans une série dramatique pour En analyse
- Irish Film and Television Awards 2018 : Récompense pour l'ensemble de sa carrière

### Nominations
- Satellite Awards 1998 : Meilleur acteur dans une mini-série ou un téléfilm pour Weapons of Mass Distraction (en)
- Blockbuster Entertainment Awards 2000 : Acteur préféré dans un film d'horreur pour Stigmata
- Razzie Awards 2000 : Pire acteur dans un rôle secondaire pour La fin des temps et Stigmata
- Irish Film and Television Awards 2005 : Meilleur acteur pour Wah-Wah
- Australian Film Institute Awards 2006 : Meilleur acteur pour Jindabyne
- IF Awards 2006 : Meilleur acteur pour Jindabyne
- Irish Film and Television Awards 2008 : Meilleur acteur dans un rôle principal dans un film pour Jindabyne
- Emmy Awards 2008 : Meilleur acteur dans une série dramatique pour En analyse
- Satellite Awards 2008 : Meilleur acteur dans une série dramatique pour En analyse

## Voix francophones
En France, Gabriel Le Doze est la voix française régulière de Gabriel Byrne.
Au Québec, il est régulièrement doublé par Jean-Luc Montminy. 
En France
| - Gabriel Le Doze dans : - Smilla - L'Homme au masque de fer - Stigmata - La Fin des temps - Madigan de père en fils (série télévisée) - Spider - Le Vaisseau de l'angoisse - Les Maîtres du jeu - Vanity Fair : La Foire aux vanités - Le Pont du roi Saint-Louis - Assaut sur le central 13 - Attaque sur Léningrad - Secret State (série télévisée) - All things to all men (en) - Vampire Academy - Les 33 - Carrie Pilby - Hérédité - Maniac (mini-série) - Lost Girls - L'enfant, la taupe, le renard et le cheval (voix) - Lamborghini : L'Homme derrière la légende - Ballerina - Marc Fayet dans : - La Guerre des mondes (série télévisée) - Murder at Yellowstone City - ZeroZeroZero (série télévisée) | - Emmanuel Jacomy dans : - Miller's Crossing - Nom de code : Nina - Jean-Yves Chatelais (*1953 - 2018) dans : - Usual Suspects - Back Home - Jean Barney dans : - Excalibur, l'épée magique (voix) - En analyse (série télévisée) Et aussi - Marc de Georgi (*1931 - 2003) dans Excalibur - Jacques Thébault (*1924 - 2015) dans La Forteresse noire - Pascal Renwick (*1954 - 2006) dans La Joyeuse Revenante - Philippe Dumond dans Julia et Julia - Guy Chapellier dans Cool World - Edgar Givry dans Le Cadeau du ciel - Richard Sammel dans Les Quatre Filles du docteur March - Régis Ivanov dans Dead Man - Jacques Frantz (*1947 - 2021) dans Mad Dogs - Patrick Raynal dans Ennemi d'État - Tony Beck dans Jindabyne - Pierre Dourlens dans Vikings (série télévisée) |

Au Québec
| - Jean-Luc Montminy dans : - Trial by Jury - La gâchette en tête - La fin de la violence - Mariage à la polonaise - Ennemi de l'État - Wah-Wah - Emotional Arithmetic (en) - Vampire Académie - Les 33 - Mort d'un séducteur - Luis De Cespedes (* 1949 - 2013) dans : - La Fin des temps - La Chevauchée de Virginia (en) - Spider - Vaisseau fantôme - La Foire aux vanités | - Marc Bellier dans : - Vikings (série télévisée) - Héréditaire et aussi - Jacques Brouillet dans Sans retour - Éric Gaudry dans Une femme dangereuse - Daniel Roussel dans Frankie Starlight - Alain Fournier dans L'Assaut du poste 13 |

## Écrivain
- (en) Pictures in my Head, 1994
- (en) The woman who dances with JFK
- (en) Myths of ancient Ireland
- (en) Walking with Ghosts, A Memoir, Picador, 2020[7]
  - (fr) Mes fantômes et moi, éd. Sabine Wespieser, 2022.